# السغدي
السُّغدي (ت. 461 هـ / 1068 م) ، هو أبو الحسن (أو الحسين) علي بن الحسين بن محمد السُّغدي.  هو فقيه حنفي أصله من السغد (بنواحي سمرقند سكن بخارى، وولي بها القضاء، وانتهت إليه رياسة الحنفية. توفي في بخارى. من آثاره: «نُتف الفتاوى» و«شرح الجامع الكبير».